# Ansgar Mayer
Ansgar Mayer (* 24. Juli 1972 in Ellwangen) ist ein deutscher Journalist. 

## Leben
Ansgar Mayer studierte Politikwissenschaft, Geschichte, Fachjournalistik und Katholische Theologie an der Justus-Liebig-Universität Gießen und der Universität Heidelberg. 2008 absolvierte er ein BWL-Studium an der Fernakademie für Wirtschaft und Management in Hamburg. 2011 promovierte Mayer an der Universität Bayreuth in Medienwissenschaft/-wirtschaft über „Das Potenzial mobiler Audiomedien“. 
Bei der „FAZ Electronic Media“ war er 2001–2002 Network-CvD für das FAZ Businessradio und leitete die 2002–2003 Redaktion des Senders FAZ 92.4 München. 2004–2006 verantwortete er an der Journalistenschule ifp den Bereich Elektronische Medien. Für die überbetriebliche Volontärsausbildung für die katholische Presse war er ebenfalls verantwortlich und leitete deren Radio- und Fernsehstudio in Ludwigshafen am Rhein. 
Ansgar Mayer war von 2007 bis 2012 Leiter Crossmedia-Ausbildung an der Axel-Springer-Akademie, wechselte von dort zur Unternehmensberatung Greenkern und wurde zum 1. Dezember 2012 Chief Product Officer der Computer Bild Digital GmbH in Hamburg. Anfang 2016 wechselte Mayer ins Erzbistum Köln als Direktor für Medien und Kommunikation.
Am 24. September 2017 erregte Mayer mit einem privaten Kommentar zum Ausgang der Bundestagswahl auf Twitter („Tschechien, wie wär's: Wir nehmen Euren Atommüll, Ihr nehmt Sachsen?“) für Aufsehen, so dass er sich gezwungen sah, sich für seine Äußerung öffentlich zu entschuldigen und Kardinal Rainer Woelki von seinem Hauptabteilungsleiter künftig mehr Zurückhaltung der eigenen Außenkommunikation verlangte. Zum 31. Dezember 2017 schied Ansgar Mayer auf eigenen Wunsch als Mediendirektor beim Erzbistum Köln aus.

## Veröffentlichungen
- Context Business: Neue Umsatzpotenziale durch Kontextualisierung, 2014, Springer Verlag, ISBN 978-3-658-05447-2, 208 Seiten
- App-Economy: Milliardenmarkt Mobile Business, 2012, Münchner Verlagsgruppe, ISBN 978-3-86880-133-0, 224 Seiten
- Potenziale mobiler Audio-Medien. Ansätze für eine neue Ökonomie des Hörens, Juli 2011, 77 Abb., 319 S., ISBN 978-3-89323-370-0